# Saint-Sauveur, Haute-Garonne

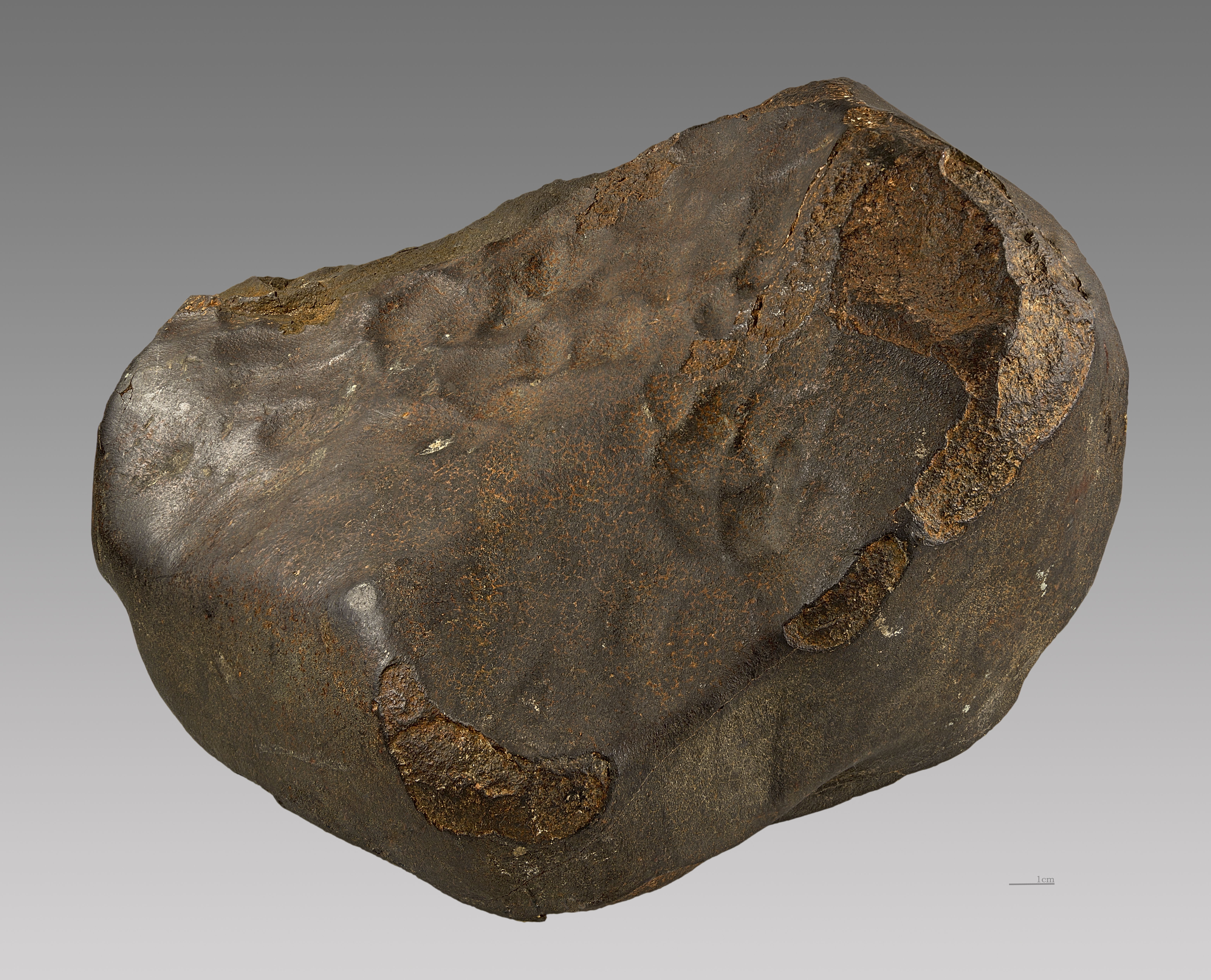
Chondrite EH5 « Saint-Sauveur »

Saint-Sauveur là một xã ở tỉnh Haute-Garonne vùng Occitanie tây nam nước Pháp. Xã Saint-Sauveur, Haute-Garonne nằm ở khu vực có độ cao 130 mét trên mực nước biển.

## đài tưởng niệm
Nhà thờ St Saviour, di tích lịch sử.

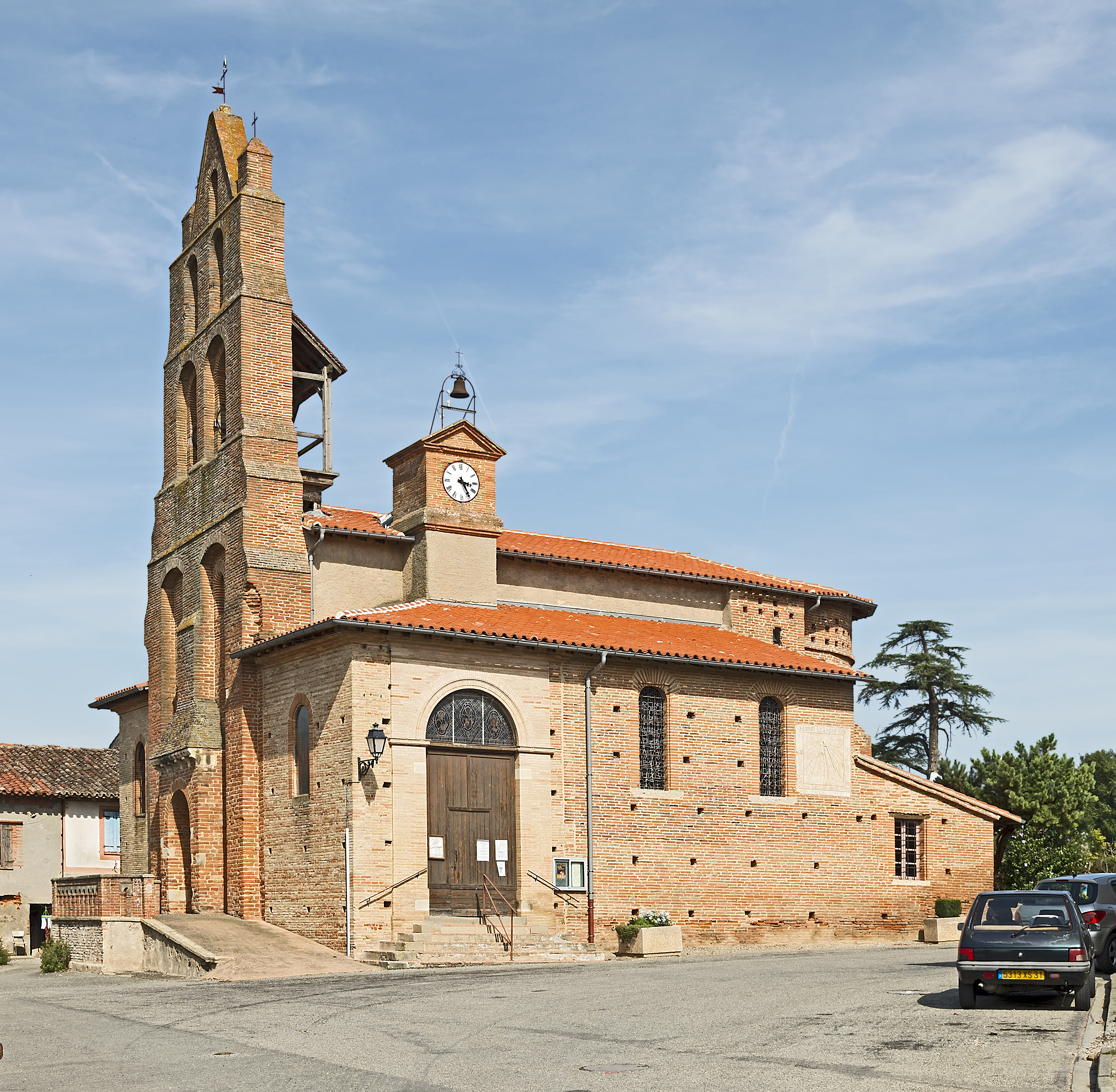
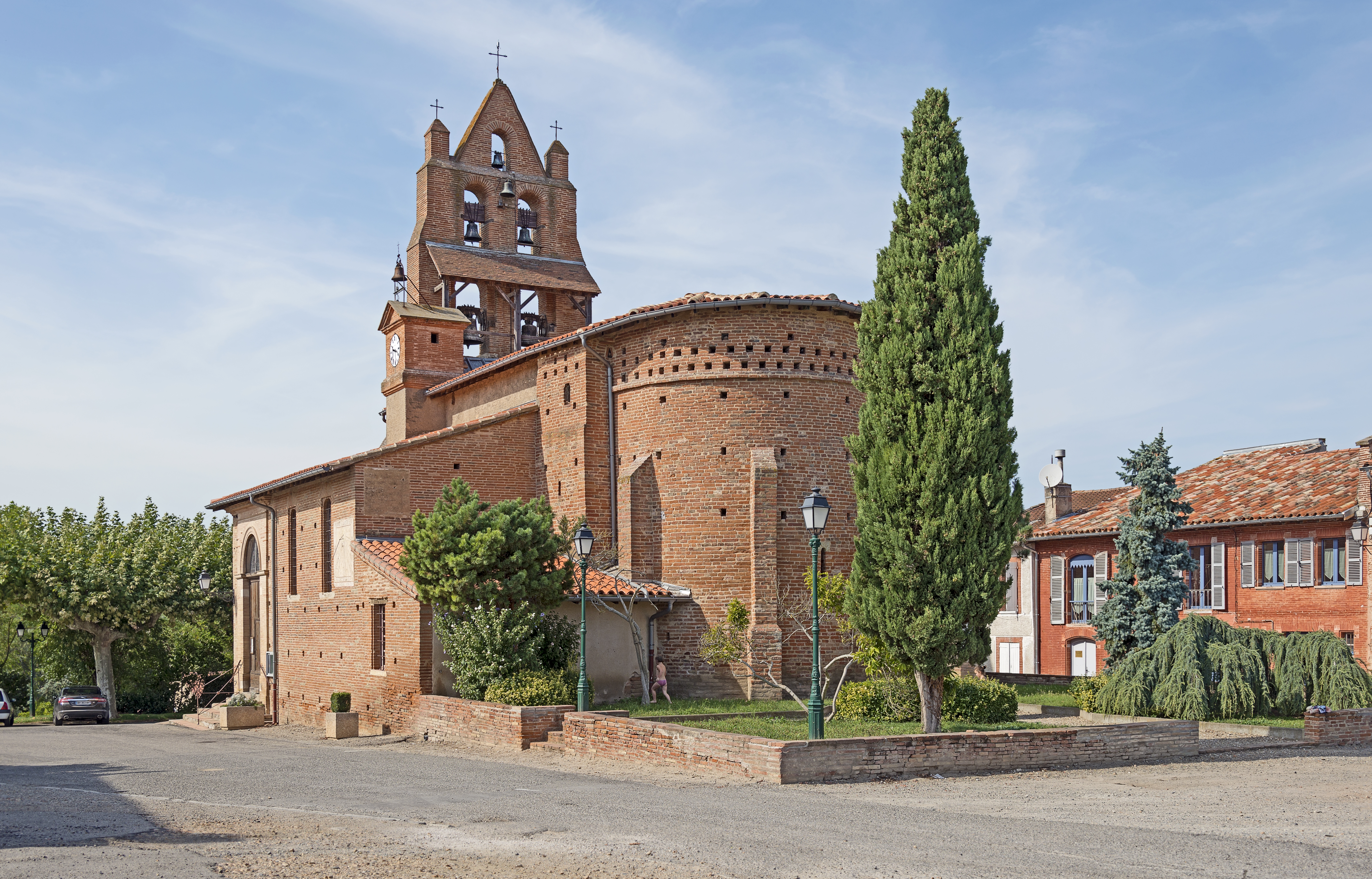
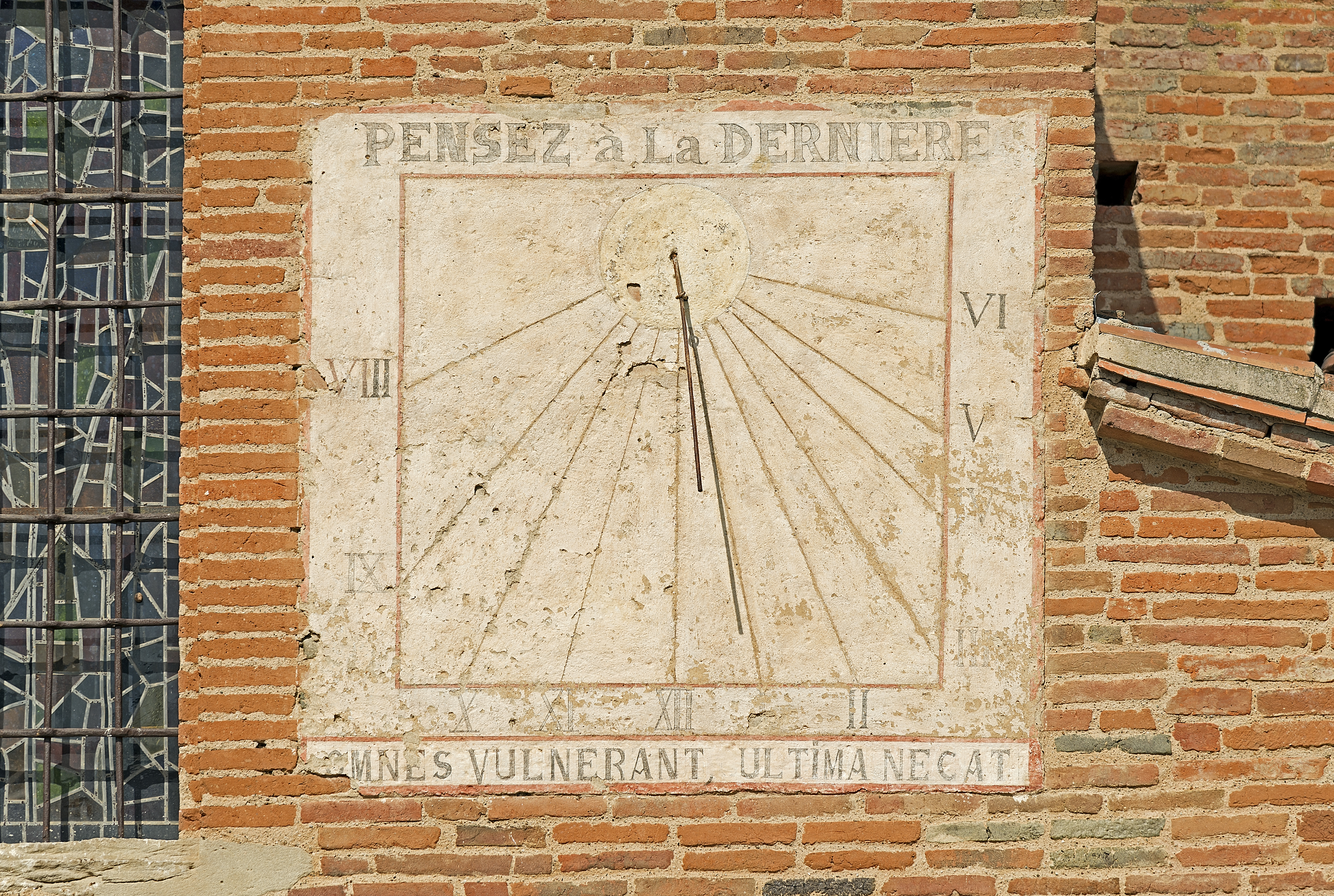